# Oligonychus pinaceus
Oligonychus pinaceus är en spindeldjursart som beskrevs av P. Mitrofanov och Bossenko 1975. Oligonychus pinaceus ingår i släktet Oligonychus och familjen Tetranychidae. Inga underarter finns listade i Catalogue of Life.